# 赵叔隆
赵叔隆（？—？），天水郡新县（今甘肃省天水市秦州区）人，北魏官员。

## 生平
赵叔隆是后秦尚书左仆射赵迁的六世孙，在太和、景明年间归附北魏。
赵叔隆在北魏官至步兵校尉。永平元年（508年），赵叔隆参与悬瓠城百姓白早生的反叛。镇南将军邢峦平定豫州，俘虏了赵叔隆并将宽恕了他的罪行。赵叔隆后来贿赂钻营，得以出任秦州□西府长史，加镇远将军。秦州殷实富足，距离京城遥远，赵叔隆和敕使元修义共同聚敛财物，收受贿赂价值巨万，出任冠军将军、中散大夫，很快升任左军将军、太中大夫。赵叔隆贿赂司空刘腾，外任中山郡内史，在中山郡没有德政，专门以收受贿赂为务。
孝昌二年（526年），当时六镇降兵鲜于修礼又在定州反叛，中山郡太守赵叔隆和别驾崔融讨伐叛军失利，朝廷使者刘审审核赵叔隆等人，没有结束时正遇到叛军逼近中山郡，定州刺史广阳王元渊命令赵叔隆防守州境。刘审乘驿站马匹回到京城，说元渊擅自加以放纵赵叔隆。赵叔隆虚伪狡诈没有德行，忘恩负义，在悬瓠城得以免罪，是族人前军将军赵文相的帮助，后来赵叔隆没有报答恩德的意思，更与赵文相断绝往来。赵文相是忠厚长者，并不因此怨恨。等到赵文相出任汝南郡内史，仍然为赵叔隆经营家产。后来赵文相去世，赵叔隆完全不抚恤救济赵文相的子弟，当时的舆论鄙视轻薄赵叔隆。